# الاكتتاب الوطني

شعار الاكتتاب الوطني

الاكتتاب الوطني هو إصدار قرض رقاعي وطني انطلق في 12 مايو وينتهي في 14 جوان 2014 ويهدف لجمع 500 مليون دينار. ويتم الاكتتاب بالدينار التونسي. جمع إلى غاية 13 جوان 955 م د وشارك فيه أكثر من 26 ألف مواطن. ووقع التمديد فيه لحدود 27 جوان. وسيخصص القرض الرقاعي للقيام بمشاريع استثمار سيكون جزء كبير منها في المناطق الداخلية وهو ثالث اكتتاب وطني بعد اكتتاب 1964 أثناء بناء الدولة واكتتاب 1986 أثناء أزمة اقتصادية.

## وصلات خارجية
- الموقع الرسمي